# Selenia aestivalis
Selenia aestivalis là một loài bướm đêm trong họ Geometridae.